# Cystografia
Cystografia - badanie radiologiczne pęcherza moczowego wypełnionego środkiem cieniującym. Cystografię zstępującą wykonuje się na zakończenie urografii, a wstępującą (cystouretrografia mikcyjna) po wypełnieniu pęcherza środkiem cieniującym przez cewnik.
Wskazaniem jest guz, uchyłek, uraz pęcherza, zmniejszenie jego pojemności (np. gruźlica, stany neurogenne), zaleganie moczu (np. rak stercza, gruczolak, stwardnienie szyi pęcherza). Na podstawie cystogramu można obliczyć wielkość zalegania moczu w pęcherzu.